# Maria Trebunia
Maria Trebunia, po mężu Strączek (ur. 3 maja 1956 w Poroninie) – polska biegaczka narciarska, olimpijka z Innsbrucku 1976.
W trakcie kariery sportowej (lata 1971-1978) reprezentowała klub Poroniec Poronin. Mistrzyni Polski w biegach sztafetowych 4 × 5 km w latach 1973, 1975, 1976.
Na igrzyskach olimpijskich w roku 1976 w Innsbrucku w biegach indywidualnych zajęła 36. miejsce w biegu na 5 km, 33. miejsce w biegu na 10 km, a w sztafecie 4 × 5 km (partnerkami były:Anna Gębala, Anna Pawlusiak, Władysława Majerczyk) zajęła 8. miejsce.